# HEROMAN
『HEROMAN』（ヒーローマン）は、日米合作のテレビアニメ作品。アニメーション制作はBONESが担当。
テレビ東京系列6局にて2010年4月1日から9月23日まで放送された。

## 概要
本作はアメリカの西海岸を舞台に、偶然にも強大な力を持つヒーローマンを手に入れた主人公が、地球を侵略しようとする謎の生命体に立ち向かい成長していく様を描く正統派のヒーローアクションである。
『スパイダーマン』や『X-メン』など数々のマーベル・コミック作品の生みの親として知られるアメリカン・コミックス界の巨匠スタン・リーが原作を手がけている。2005年10月、日本のアニメ制作に意欲を見せるスタンに、ボンズの代表取締役の南雅彦が応じ意見を交わした段階から企画がスタート、スタンは「21世紀のまったく新しいスーパーヒーローを作り出すべく4年間を費やした」と語っている。南は「スタンから「今まで作ってきたキャラクターではなく、新しいキャラクターを一緒に生み出そう」という言葉をいただき、そこからここまでやってきた」と製作の経緯を明かしており、アニメーションの製作にも丸2年の歳月がかけられている。まず、スタンの設定を絵に興すためにアメコミにも精通しているキャラクターデザインのコヤマシゲト、さらに明快なストーリーを視覚的に肉付けするべくクリーチャーデザインの武半慎吾が参加した。企画が軌道に乗ると、スタンのアイディアからさらにドラマを引き出せる逸材として脚本家の大和屋暁が編入された。監督の難波日登志が制作に携わったのは彼らの後であり、監督から参加スタッフが決まっていく一般的なアニメ作品とは順序が逆である。
2008年4月に発売された『Newtype 5月号』（角川書店）のBONES10周年特集において初めて企画が発表され、スタン・リーが原作を務めるということで日米双方から注目を浴びた。将来的にはスタン・リーのネームバリューが効果的に影響する海外放映も視野に向け調整を続けている。放映期間は当初全8部構成4クールを予定していたが、リーマン・ショックの影響で18話の脚本が仕上がった時点で2クールへと縮小してしまったため、いくつかのアイディアがお蔵入りになった。このような事態になる前から、スタッフは第二期の制作に意欲的であり、ラストシーンにもそれを示唆する演出がある。また、アメリカでの売り上げがよければMR-2などを登場させて第二期をやりたいという発言もある。
アニメ制作ではスタン・リーの要望や意見を極力採用しており、「絶体絶命の窮地から逆転して勝利する王道的な展開」「勧善懲悪もののストレートなストーリー」にスタンの影響が強く現れている。ただし、重要な部分にまで至る設定は日本のスタッフが手がけており、スタンの原案は料理でいうならばスパイスだとしている。また、多忙なスタンが打ち合わせに中々参加できなかった後半部分は、日本人スタッフによるものが多い。
監督の難波日登志は自身のもとに送られたスタンのプロットを読み「日本の常識でなら1年かけてやるような内容だと思ったのに、実際は話数にして8話程度に相当するものであることを聞き驚いた」と明かしており、序盤から濃い密度でありながらスピーディーな物語が展開された。
第2話に登場したラジカセを持った女性キャラクターがTwitterに投稿された名前「デイジー」に採用されたり、声優やスタッフを招いたファン感謝イベントなどが行われるなど、ファンとの交流も少なからず行われた。

## ストーリー
センターシティに住む少年ジョーイは捨てられたロボット型の玩具を修理して「ヒーローマン」と名付ける。そのヒーローマンに雷が直撃したとき、ヒーローマンは超人的なロボットにへと進化した。ジョーイはヒーローマンと心通わせ、様々な事件に立ち向かっていく。
スクラッグ編
センターシティに現れた宇宙人「スクラッグ」は、人類を凌駕する科学力を武器に地球侵略を開始した。軍隊でも敵わない彼らに唯一対向できる力を持ったヒーローマンとジョーイは地球を守るためにスクラッグと戦うが、数に押され劣勢に立たされてしまう。戦いが続く中、スクラッグは破壊不可能な巨大な5つの「タマ」を世界中の政府司令部へ向けて発射する。ジョーイたちは、タマの侵攻を阻止するため、制御装置があるスクラッグの拠点を強襲する決意を固める。しかし、基地にはスクラッグに洗脳と改造を施されたウィルとニックが待ち構えていた。
ジョーイとヒーローマンは死闘の末にウィルを救出し、敵の首領ゴゴールを打ち倒す。さらにスクラッグの基地を壊滅させ、タマの侵攻を食い止めることに成功した。
ドクターミナミ編
スクラッグとの戦いから3ヶ月後。センターシティは平穏を取り戻し、ジョーイたちも徐々に平和な日常を取り戻していった。
しかし、スクラッグを一人で殲滅したヒーローマンを危険視した政府は、捏造報道によってヒーローマンを悪者へと仕立て上げた。世界を救ったヒーローから一転、ジョーイたちは追われる身となってしまう。さらに、スクラッグの技術を狙っていたドクターミナミは、ヒーローマンを逆恨みしこの事態を利用し自分の力をアピールしようと画策していた。ジョーイはNIAのエージェント・ヒューズの協力を得てドクターミナミの暴走を止め、ヒーローマンの疑いを晴らした。
スクラッグの遺産編
再び平和な日常を手に入れたジョーイたち。一方、合衆国全土で様々な企業が襲撃される事件が多発。デントンはそれらの企業が密かにスクラッグの技術を得て、研究していたという共通点を発見する。そしてスクラッグの武器を保管していたデントンのもとにも襲撃犯が現れるが、それはスクラッグとの戦い以来姿を消していたウィルであった。
その後もジョーイたちは、人間並みの知性を持った謎の植物がリゾート島中に蔓延する事件や、スクラッグの残党が人間を襲い炭鉱に誘拐する事件などに巻き込まれていく。全ては「スクラッグの遺産」で繋がっている関連した事件だと突き止めた頃には時すでに遅く、水面下で活動を続けていたスクラッグが表立って姿を現し、ホワイトハウスが強襲されてしまう。ジョーイとヒーローマンは再び訪れたスクラッグの脅威から大統領を救出し世界を救うべく、最後の戦いへ赴く。

## 登場キャラクター

### 主要キャラクター
ジョセフ・カーター・ジョーンズ / ジョーイ
声 - 小松未可子
本作の主人公。13歳。身長150センチメートル。幼い頃に両親と死別し、姉は家を離れているため、現在は共に暮らす年老いた祖母と共に暮らしており、中学生ながらに日々アルバイトに精を出す。元気で優しい性格。父・ブライアンの形見のヘルメットを大事にしている。本来は知性に富むが勉強を疎かにしているため、学業の成績は悪い。幼少時はよくいじめに遭っていたが、リナと初めて会った際には彼女を狂犬から救おうと立ち向かう勇気を見せた。中性的な顔と体格をしており、作中で女装を行ったこともあった。ヒーローマンとの出会いが、彼を大きく変えていくことになる。
左腕を覆う形で変形したコントローラーを用い、コマンドを入力してヒーローマンに指示を与える。自分の周囲をシールドで防御したり、身体能力の上昇や高速で移動する能力を備えており、ヒーローマンの動きの遅さを補う形でサポートする。ゴゴールとの最終決戦でヒーローマンが重傷を負った際には、コントローラーの形状が変化しジョーイ自身が強力な戦闘力を持つようになっていた。
他のスタン・リー作品の主人公らと同じく、苗字と名前が同じイニシャルになっている。
スクラッグとの最終決戦で、ヒーローの本当の意味に気付き、戦い終えた後、形見のヘルメットを姉・ホリーに預けた。
漫画版では料理上手という設定も加わっている。エッズィに敗北した後はヒーローマンと距離を離してしまうが、サイの何気ない一言で自信を取り戻す。ゴゴールとの最終決戦後、センターシティーでドクターミナミとのリベンジに挑んでいる。
ヒーローマン
声 - 竹内良太
ジョーイと共に戦う、巨大なロボットを模したヒーロー。人間のような顔立ちで、カラーリングは白をベースに青と赤がプラスされた三色。両脇腹の白い三連五芒星の意匠は、星条旗を髣髴とさせる。ニックが廃棄した市販のラジコンロボット「ヘイボ」をジョーイが拾って修理し（接着剤や粘着テープで人型を取り繕っただけで、機能までは手つかず。両腕は自動車の点火プラグを流用）、スクラッグの母艦のワープの影響で発生した雷雲からの落雷を偶然にも浴びたことで特殊な力をその身に宿した。遠距離に対応した攻撃手段がなくスピードは低いが、強固な装甲を誇り、その巨体に相応する圧倒的パワーと特化した格闘能力から繰り出される攻撃は絶大な破壊力を持つ。電気が力の源で体内に稲妻の力を宿し体を電気信号に変換してテレポートしたり、自らを電磁石化したりと電気を応用した多彩な特殊能力を操る。電気を自ら生み出すことができないが、周囲の電気を吸収すれば戦闘でのダメージを瞬時に回復し戦闘力も上昇する。ジョーイが持つコントローラの指示に従って戦う。一見無表情だが感情があり、ゴゴールとの戦いでジョーイに危険が迫った時には全身が真っ赤に染まり戦闘力（前述のスピード）も大幅に上昇したが、ほぼ暴走状態になった。戦闘決着後は、両手を下ろして仁王立ちになり、胸、両腕、下腹部に走る赤く輝くラインをつなぎ、真円のリングマークを浮かばせる決めポーズを取る。スクラッグに果敢に戦うその勇姿はジョーイが望むヒーローそのものである。人語を話すことは出来ないが、何かを言いたげな瞳でジョーイを見つめることで、彼の心に勇気を奮い立たせることが可能。
スクラッグ戦での活躍やその後の復旧作業など数々の功績を残すも、その姿が一切視認されないためセンターシティの住人からはゴーストと呼ばれるようになる。その後、ドクター・ミナミの策略により正体が晒されスクラッグの残党と誤報されるも、レオやキーシャらの活躍により正義の味方であることが正当に公表された。
スクラッグとの最終決戦時には、デントンとNIAが協力して開発したヒーローマンの力を何倍にも増す強化アーマーを装着していた。これにより高周波攻撃やエナジーソードも使用することが可能になった。
初期稿では細すぎるとスタン・リーから意見があったため紆余曲折を経て重量感を重視したデザインとなっている。モチーフはレオパルドンとの報道があったが、これは間違いである。ヒーローマンのデザインはfigmaに影響されている。
漫画版では暴走する原因がジョーイの危機ではなく、ゴゴールの非道な行いを見たジョーイの怒りに共鳴したことになっている。
サイモン・カイナ / サイ
声 - 木村良平
ジョーイの幼なじみにして親友でもあるクラスメイト。14歳、身長160センチメートル。皮肉屋の一匹狼な面もあるが、本質は気さくな人物。過去に参加していたアメフトクラブの試合で、ウィルが放った鋭いパスを強引に取ろうとしたことで左足を負傷し、走ることができない体となってしまう。ファッションショップでアルバイトをしている。
ジョーイとヒーローマンの秘密を共有し、スクラッグに立ち向かっていくことになる。いざというときは電動スケボーを利用してハンディキャップをものともしない動きを見せる。スクラッグ戦ではデントンがスクラッグの技術を用いて発明した大音量の高周波を放つエレキギターを使ってジョーイやヒーローマンをサポートしていた。ジョーイが合衆国政府から追われた時には、彼に同行して逃亡の手助けをした。
ウィルとはよく衝突していたが、ウィルも左足の一件で悔いていることを知っていることから、仲は悪くても互いに憎しみあってはいない。ジョーイが連続失踪事件の犯人がウィルではないかと疑った際には、自身の左足に纏わる過去を語り、ウィルは犯人でないことを信じる発言をした。
スクラッグとの最終決戦時には、バイクを使ってリナと共に逸早くジョーイのもとに向かうことにしたホリーに自身のヘルメットを貸した。
幼少期にホリーからジョーイと一緒にいじめられていたことを「暗黒の幼少時代」と語り今でも彼女を恐れているが、ホリーの乱暴な所を「そこがいい」と評したりと嫌っているわけでは無い様子。
「足の不自由な少年を」というスタン・リーのリクエストから誕生したキャラクターで、完成したデザイン画を気に入ったスタンはサイを主人公に変更しようと考えていたこともあるという。
漫画版ではトニーという車椅子の少年の知り合いがいる。
リナ・デイヴィス
声 - 小幡真裕
ジョーイのクラスメイト。誕生日は9月9日、13歳、身長155センチメートル。金髪に青い目がチャームポイントな女の子で、スクールではチアリーダーとして人気者。いわゆる学校内階層でのクイーン・ビーにあたるが、素直で真面目な性格であり、偉ぶったりわがままな言動を取ることは無い。チアリーダーのユニフォーム姿を気にいっているらしく、私生活でも着用している。両親と兄の4人家族。
ジョーイとは幼少時に狂犬に襲われた際に出会い、ジョーイに庇ってもらったことがきっかけで、ジョーイには開放的な好意を示すようになった。
スクラッグの侵攻の際、ジョーイたちと行動を共に、兄のウィルがスクラッグに洗脳されたことから、ウィルを助けるためにも活動し、ウィルを取り戻すものの、スクラッグにより人間の体を失ったウィルは失踪。スクラッグの遺産を巡る事件では、ウィルと再会していたことを隠していたジョーイに怒り、一度は拒絶するも、ジョーイの力になりたい一心で彼の跡を追う。
スクラッグとの最終決戦では、ゴゴールとの戦いにおいて死ぬ覚悟のジョーイを説得した。
漫画版では自身の入部しているチアリーダー部にライバルチームが存在する。父親が大統領に復興を表彰され、ホワイトハウスに行ったが活動を開始したスクラッグに家族と共に人質にされる。その後、ジョーイと共にゴゴールを倒す。
マシュー・デントン
声 - チョー
スクールの科学教師で、あだ名は教授。地球外生命体とのコンタクトを夢見るロマンチストだが、皮肉にも彼が宇宙へ向けて送った電波が原因で、スクラッグが地球に襲来してしまう。侵略者を招いた責任を取るため、スクラッグの技術を得意の発明へと生かし、ジョーイたちに協力する。
スクラッグとの戦いが終わった後も唯一無二であるヒーローマンを重要視し、ジョーイたちに特訓を施していた。この特訓が元でヒーローマンは新たな技を使えるようになった。ジョーイが合衆国政府から追われた時には、彼に同行して逃亡の手助けをした。
スクラッグとの最終決戦時には、強化アーマーの開発やMR-1を利用した後方支援などで、ジョーイとヒーローマンの手助けをした。
漫画版ではヒーローマンの能力を評価し、大量生産をするための協力をもらおうとするが、ジョーイからは断られている。

### センターシティ
ジョーイたちが住むアメリカ西海岸にある都市。スクラッグが根を下ろし、侵略の拠点となってしまうがジョーイたちの活躍により平穏を取り戻した。スクラッグの侵略は町に多大な損害を被るに至るが、他の都市からも人手をかき集めた集中的な復興作業により、元の町並みを取り戻した。
ヴェラ・コリンズ
声 - 進藤尚美
スクールで数学を教える聡明な頭脳を持つ女性教師。チア部の顧問でもある。ジョーイの様子が最近おかしいことを少し気にしていたが、ウィルと戦うヒーローマンを目撃したことで原因を知る。最終決戦ではスクラッグの要塞に向かうジョーイを心配した表情でテレビで見ていた。
漫画版ではジョーイとヒーローマンの関連性を知らないまま。
ウィリアム・デイヴィス / ウィル
声 - 保村真
リナの兄であり、スクールの上級生。体格の良さからアメフトクラブに所属し、ニックを初め同じ学校の男子学生の何人かを取り巻きとして引き連れており、ガキ大将でアメリカの学校内序列の中の典型的なジョック。シスターコンプレックスに近いほどの愛情を妹のリナに向けており、ジョーイのことを過剰に敵視していた。サイとはアメフト部時代からよく衝突していたが、サイが試合で左足を傷めたことには責任を感じており、キャプテンを辞退し、やりきれなさをアメフトにぶつけていた。
ジョーイとヒーローマンの活躍に嫉妬し、ニックと共にスクラッグの基地に潜入するが、呆気なく捕らえられた挙句、洗脳と改造を受け、スクラッグ兵にされてしまった。また、戦闘力は通常のスクラッグ兵以上でありHEROMANと互角に渡り合うほどである。その後、ジョーイたちと戦いを繰り広げたが、リナの呼び掛けによって自力で洗脳を解いた。
スクラッグ壊滅後は「スクラッグとなった以上、人間社会で生活することはできない」とリナに告げ姿を消す。その後の行動は不明だが、スクラッグの技術を極秘で研究していた施設を次々に襲撃し破壊するダークヒーローとなった。目的はあくまでスクラッグがもたらした負の遺産の破壊だけであり、人間に対して危害を加えることは無かった。行動は人気の無い深夜帯にのみ起こし、姿を見られても騒ぎが起こらぬようにコートとハットで人間に偽装するなど気を配っていた。
センターシティでジョーイたちと再会したときも、デントンが所有するスクラッグの技術を用いた音波兵器を破壊するだけで彼には傷一つ負わせなかった。人間らしい感情やリナに対する愛情も残っており、決戦前には自宅を訪れ、リナにジョーイと別れるよう忠告した。
スクラッグとの最終決戦時には、いち早くワシントンに到着し、ゴゴールの復活を阻止しようとするも捕らえられてしまう。その後、ジョーイたちと共に復活したゴゴールに立ち向かうも、ジョーイを庇って負傷。ヒーローマンを失って意気消沈するジョーイを叱咤激励して奈落へと落ちていった。その後の生死は不明。
漫画版では、ジョーイを敵視しているものの彼との友情が描かれており、リナを守るように言付けたりもした。また、アニメ版と同じようにスクラッグに捕まり改造されたが、リナへの強い愛情から洗脳に支障をきたし暴走してしまう。しかし、リナの呼びかけにより正気を取り戻す。その後、ゴゴールを撃破して自爆する基地からジョーイたちを救い姿を消す。
ゴゴールが復活したのと同時に、妹のリナを含め家族全員がホワイトハウス内で人質にされているため自身で救出に向かい決戦の中リナを始め大統領や高官を救出する。ジョーイたちがゴゴールを撃退した後、両親を安全な場所に移動させた後の消息は不明。
ニコラス・デ・カルロ / ニック
声 - 陶山章央
ウィルの腰巾着。大金持ちだが卑屈な臆病者で、ウィルに対しても良い気持ちを抱いていなかった。彼が持っていて壊したHEYBO（ヘイボ）という玩具をジョーイが拾って修理したことでヒーローマンが誕生した。
ウィルと共にスクラッグの円盤に潜入した結果、彼も洗脳・改造されてしまう。改造後の戦闘には二丁の光線銃を使っていた。ウィル同様にスクラッグ基地内でジョーイたちと戦闘をした際に洗脳は解けるが、スクラッグの改造を受けたことでその力に執着し戦いを止めることを拒否し、その後の基地の崩壊と共に姿を消した。生死は不明。
漫画版でもウィルと共に改造・洗脳され洗脳が解けた後、改造された力と人間に戻れない絶望によって自分の意思でゴゴールに忠誠を誓おうとしたがジョーイの説得で改心。しかしその直後、ゴゴールが起こした地割れにより姿を消した。こちらも生死は不明。
ジャン、チャン、サム
声 - 井上剛（ジャン）/ 竹内良太（サム）
ウィルの取り巻き。ジャンは顔にそばかす、チャンは首にDJ用ヘッドフォン、サムは長身でイヤホンを付けている。彼らがHEYBOのリモコンを取り合い、誤作動のために壊してしまう。スクラッグ襲来後は避難していたが、その後は登場しない。
ヒリー
声 - 長克巳
ジョーイのアルバイト先であるコーヒーショップ「Eat at Hilly's」の店長。彼が淹れるコーヒーは客からの評判も良く、多くの常連客を得ている。
スタン
声 - 伊井篤史
「Eat at Hilly's」の常連客。ジョーイにも気さくに声をかけている。
モデルである原作者のスタン・リーは、本作以外にも自身の関連作品によくカメオ出演をしている。
キーシャ・ジャクソン
声 - 宮島依里
センターシティ内にあるTV放送局、オール・アメリカン・ネットワーク (AAN) の女性レポーター。自分たちの取材が、政府によって捏造報道に悪用されたことが我慢ならず、事の真相を報道するために政府を追っていた。その後、ドクター・ミナミの攻撃からその身を盾にしてダムを守ったヒーローマンの姿をありのまま報道し、ヒーローマンに対する世間の誤解を払拭させた。スクラッグとの最終決戦時には、ヒューズの避難勧告を無視して決死の覚悟でヒーローマンとスクラッグの決戦を報じていた。
レオ
声 - 樋渡宏嗣
AANのカメラマン。キーシャと共に政府やヒーローマンを追った。
日本骨董品屋の店主
漫画版におけるヒーローマンの最初の敵。本名不明。リナの父親から営業停止辞令を受け嘆いていたところを、骨董品（戦国武者の鎧）に宿っていた怨念に取り憑かれてしまう。その後リナを誘拐して身代金を要求するが、ヒーローマンに倒され鎧を砕かれ、直後警察に逮捕された。
トニー
漫画版にのみ登場する、車椅子に乗った少年。生まれつき足が悪く、早急に手術しなければ足を切断しなければならないところまで症状が進んでいたが、ジョーイたちの活躍により手術を受ける勇気を手に入れた。その後はリナにいたずらをするほどに回復した。
JOKERS（ジョーカーズ）
漫画版にのみ登場するチアチーム。リナが所属するホワイトベアーズのライバルで、前年の優勝チームでもある。大会当日にリナたちが来られないよう妨害工作を働くが、最終的に優勝は彼らに奪い去られ、大会終了後には全員ウィルの鉄拳制裁を受けるはめになった。

### ジョーイの家族
バージニア・ジョーンズ
声 - 坂井寿美江
ジョーイの祖母。ロックのレコードが好きで、いつもヘッドホンを着けて曲を聴いている。マイペースな性格で、騒ぎに気付かないこともしばしば。スクラッグとの最終決戦でジョーイの姿がテレビに映し出されながらも「ジョーイによく似た子」としか思っていなかった。
ホリー・バージニア・ジョーンズ
声 - 小笠原亜里沙
ジョーイの姉。誕生日は3月3日、19歳。自分勝手で奔放な性格で、幼少時からジョーイとサイを振り回しているが、本心ではジョーイのことを大切に想っている。砂糖は5個入れる。4年前に突然センターシティを飛び出し、ニューヨークでバンド活動を行っていたが、スクラッグの騒ぎを聞きつけてジョーイたちのもとへと戻ってきた。そこで偶然見かけたヒーローマンを気に入り、暫く実家に住むようになる。
父であるブライアンが事故に遭う日の朝に交わした約束を守らなかったことから彼を「ヒーローなんかじゃない」と嫌っていたが、ジョーイがブライアンのヘルメットの秘密を解き明かしたことで、心境が変わった。
ジョーイとリナが初めて出会った日、2人を襲っていた狂犬を退治した。リナとはその時に顔を合わせるものの、その後の親交はなく、再会しても互いのことは全く覚えていなかった。
スクラッグとの最終決戦時には、バイクを運転してリナと共にジョーイのもとに駆けつけた。戦い終えた後、ジョーイからブライアンのヘルメットを託された。
ミュージシャンとしての腕は確かで、曲調はパンクな外見とは異なりバラード風である。
漫画版ではリナと面識した日の夜に彼女を応援する形で曲を演奏する。
キャサリン・メイ・ジョーンズ
声 - 雪野五月
ジョーイの亡き母。1968年11月11日生まれで、2003年8月16日に亡くなった。夫であるブライアン亡き後も我が子たちの前では辛い顔を見せず、いつも笑顔を絶やさない心優しい母だった。ジョーンズ家の墓の周りには、彼女が生前好きだったロックデイジーの花が植えられている。
ブライアン・カーター・ジョーンズ
声 - 玄田哲章
ジョーイの亡き父。1962年8月8日生まれで、1997年12月24日に亡くなった。元炭鉱夫で、愛用のヘルメットを叩いては「こいつが俺を守ってくれる」と呟く癖があった。採掘現場の落盤事故から仲間たちを救おうとして事故死する。ジョーイが赤ん坊の頃に亡くなったため、ジョーイには父の記憶がないが、父の「ヒーロー」としての存在が、現在のジョーイに大きな影響を与えている。彼の遺品であるヘルメットは、現在はジョーイの宝物になっているが、そのヘルメットには産まれたばかりのジョーイも加えた家族5人の写真と家族へのメッセージを書いた紙が入れられており、ヘルメットに関する癖も家族への想いゆえであった。

### スクラッグ
宇宙の星々を次々に侵略し破壊してきた知的生命体。デントンの発した電波をきっかけに襲来し、地球の侵略を開始した。人類を凌駕する戦闘能力と知能、高度なテクノロジーを持つ。聴覚が発達しており、高周波を利用して会話をする。頭部に生えた触角を自在に伸び縮みさせて対象を攻撃する。また胸の左右に目のような形をしたクリスタルがあり、ウィル曰くそこが彼らの弱点である。他星の生物を捕獲し、洗脳と改造を施し操ることもある。ダメージを受け戦闘不能になると体液を撒き散らしながら外殻が縮小し丸くなる。デントンは外見から察してゴキブリのような生物から進化したと推測している。壊滅後、企業や政府機関など様々な組織が独自のルートでスクラッグのテクノロジーを解明に乗り出し、その技術を利用しようとしている。
ゴゴール
声 - 石塚運昇
スクラッグのボス。全宇宙を喰らい尽くすことを目的とし色々な生物を改造と洗脳を施したり、役立たずと見なせば部下の命すら平気で奪う残忍さと冷酷さ、敵の特徴を瞬時に把握する怜悧な面を併せ持つ。
戦闘時は機動力が大幅に上昇する形態へと姿を変え、飛行能力を生かした空中戦を得意としている。その戦闘能力は通常のスクラッグ兵とは比べ物にならない。
ジョーイとヒーローマンとの戦いに敗北した後、基地を爆破し彼らを道連れにしようとして絶命した。
しかし、政府が回収し研究していたコアを残党が手に入れたことで復活。巨大な怪物として再び襲い掛かる。基地と同化し部下たちやタマを喰らうと、地殻からエネルギーを吸い上げ地球を滅ぼそうとするが、ヒーローマンの胸部から放たれたビームを受け消滅した。
漫画版では、地球を支配する前に地球に住む昆虫類（蟷螂や甲虫類やダンゴ虫）を改造して地球の情報を収集しており、その中でジョーイやヒーローマン、ウィルたちに注目する。最後はアニメのようにジョーイたちを道連れにしようと基地を自爆させた。その後、コアによって復活し、最終形態と化する。しかし、ジョーイとヒーローマンに倒される。
エッズィ
漫画版のみ登場。スクラッグの先遣隊の一人。スクラッグ兵が回収した蟷螂をベースに作り上げられた。腕から出る刃は鋼鉄をも切り裂き、ヒーローマンの片腕を切り落とす。周りのスクラッグ兵からは虫けらと見下されるも、自身もスクラッグ兵を見下している。ヒーローマンとの最初の戦いではヒーローマンを圧倒したが、二度目の戦いではウィルたちの援護を受け怯んだ隙に致命傷を受け、倒された。
ブリト
漫画版のみ登場。スクラッグの先遣隊の一人。エッズィと同じ経路でダンゴ虫をベースに誕生した。体を丸め高速で体当たりをする戦法でヒーローマンを圧倒するが、エッズィの報告からヒーローマンを完全に舐めてかかっていたため、ヒーローマン・ブラストによる予想外の一撃を受けて倒された。
パウア
漫画版のみ登場。スクラッグの先遣隊の一人。エッズィと同じ経路でカブト虫とクワガタから誕生した。怪力を生かした戦法のほかに角を伸ばして攻撃をする。ブリトの仇討ちのためヒーローマンと戦うも、人間を甘く見すぎたためジョーイとヒーローマンの連携により倒された。

### ジェネラス・インダストリー
アメリカ陸軍の兵器開発プロジェクトを主導する巨大兵器開発企業。
ドクターミナミ
声 - 松本保典
ジェネラスの取締役兼、兵器開発部統括責任者を務める国際的なロボット工学の権威。またMRL（ミナミ・ロボット・ラボラトリー）の創始者兼代表でもある。自らの頭脳に絶対的な自信を持ち、それを世界に知らしめるために合衆国政府とスクラッグを利用しようと画策。しかし、華々しいデビューを飾る予定であったタマ捕獲作戦遂行前にジョーイたちの活躍によりタマが停止したため出番がなくなる。さらにスクラッグも壊滅したため、自分の面子を潰したとしてヒーローマンを逆恨みしている。
彼が開発したロボットの中で最も強力なものは、装甲車のような外見と巨大な両腕が特徴的なMR-1である。MR-1は操縦者の動きをトレースするかのように動き、電子機器を麻痺させる電磁パルス砲や機関砲、槍を連射する投射兵器、巨大な腕を使った格闘など、多彩な攻撃手段を持っている。
ジョーイやヒーローマンがセンターシティにいることを知った後は、彼らを捕獲するために出動した軍の一部を自らの立場を悪用して掌握し、自分が開発したMR-1の力がヒーローマンよりも優れていることを証明するために、ジョーイだけではなく合衆国政府をも敵に回して暴走を始めてしまう。しかし、MR-1はヒーローマンによって破壊され、国家反逆罪により刑務所に収監された。
その後、政府によって回収された残骸からMR-1は復元され、デントンによってジョーイとヒーローマンの後方支援に利用された。
スクラッグが完全壊滅後にヴェロニカの手により脱獄、彼の独房の壁にはヒーローマンを真似たロボットとそれに関する数式が書かれている。
漫画版では部下のアマノリッヒとスタリオンと共に脱獄したのがスクラッグ壊滅後でなくゴゴールの復活後になっており、ジョーイやヒーローマンを倒すために改良型MR-1と共にホワイトハウスの前で待機していたが、本来の姿のゴゴールに改良型MR-1を一蹴される。それでも立ち上がり再攻撃を仕掛けるが、ホリーによってその攻撃はヒーローマンの手助けに役立ってしまう。ゴゴールとの最終決戦後、部下と共にセンターシティで犯罪を繰り返し、ジョーイたちとのリベンジを行っている。
モデルはプロデューサーの南雅彦。
ヴェロニカ
声 - 魏涼子
ミナミの専属秘書。冷静かつ正確に仕事をこなす有能な人物だが、その経歴には謎が多い。
ヒーローマンとMR-1の戦いでは、MR-1を操るミナミのサポートをしていた。しかしMR-1の破壊後、彼女だけは政府の目を逃れてその場から脱出していた。
スクラッグ壊滅後、刑務所に単独で乗り込みミナミたちを解放した。その際、研究服の袖から十得ナイフのような刃を出して、看守たちと戦っていた。
アマノリッヒ
声 - 勝杏里
ミナミの部下でジェネラスの研究部門トップ。3Dメガネのようなサングラスをかけている。
ミナミの暴走後、彼に加担した罪を問われ刑務所に収監されたが、スクラッグ壊滅後にヴェロニカの手によって脱獄した。
スタリオン
声 - 木村雅史
ミナミの部下でジェネラスの技術部門トップ。大柄な体格で、いつも大きなグローブを身に着けている。
ミナミの暴走後、彼に加担した罪を問われ刑務所に収監されたが、スクラッグ壊滅後にヴェロニカの手によって脱獄した。

### アメリカ合衆国政府
大統領
声 - 佐々木敏
現アメリカ合衆国大統領。スクラッグの侵略により、核攻撃の決断を迫られるも、ドクターミナミの説得によって踏みとどまる。スクラッグ壊滅後はヒーローマンの存在に危険を感じ、秘密裏に調査を進めさせた。ヒーローマンがミナミの暴走を止めた際には、感激する姿を見せた。スクラッグが再び活動を開始した際に、ホワイトハウスを襲撃されるが、地下シェルターに避難し、ゴゴールが倒された後、地上に出てきた。
漫画版ではウィルに救出される。
アクセル・ヒューズ
声 - 東地宏樹
合衆国大統領直属の情報機関、ナショナル・インテリジェンス・エージェンシー (NIA) に所属しているエージェント。大統領からの密命を受け、ゴースト（ヒーローマン）の調査をしていた。ジョーイやヒーローマンに対しては悪い印象を持っておらず、彼らに対する武力攻撃や情報操作に関しては否定的であった。そのため彼らに攻撃的なミナミとは意見が衝突していた。その後、暴走したミナミを止めることはできなかったが、ジョーイたちの濡れ衣を晴らし、彼らを再び平和な生活に戻した。
スクラッグが再び活動を開始した後は、政府の立場を利用したジョーイとヒーローマンの後方支援や、副大統領にワシントンへの攻撃を中止させるなどした。
潜入時は、コーヒー好きということもあって、「Eat at Hilly's」の常連客となり、無精髭のある作業服姿だったが、純粋にNIAのエージェントとして行動するようになってからは髭を剃り、髪を整髪し、上下黒のスーツに身を包んでいる。
エルマー・ハワード
声 - 野島裕史
NIAに所属しているエージェント。ヒューズの右腕として活動している。

## スタッフ
- 原作 - スタン・リー[16]
- 監督 - 難波日登志[16]
- シリーズ構成 - 大和屋暁[16]
- キャラクターデザイン - コヤマシゲト[16]
- クリーチャーデザイン - 武半慎吾[16]
- タイトル・アイコンデザイン - 草野剛
- 美術デザイン・美術監督 - 近藤由美子
- チーフアニメーター - 川元利浩[16]、富岡隆司[16]
- 色彩設計 - 岩沢れい子
- 撮影監督 - 木村俊也
- 編集 - 定松剛
- 音楽 - METALCHICKS、MUSIC HEROES
- 音響監督 - 原口昇
- プロデューサー - 奈良初男、山西太平
- アソシエイト・プロデューサー - ギル・チャンビオン、稲垣浩文、尾石尚則、岸本光司、村中優子、高橋理咲子、徳永雅美、ケイ・ユーコン
- アニメーション制作 - bones[16]
- 製作 - ヒーローマン製作委員会（バンダイナムコゲームス、ウォルト・ディズニー・スタジオ、テレビ東京、電通、ボンズ、ワウマックス・メディア）

## 主題歌
オープニングテーマ
「Roulette」（第1話 - 第12話）
作詞・作曲 - TETSUYA / 編曲 - TETSUYA and 室姫深 / 歌 - TETSUYA
「missing」（第13話 - 第26話）
作詞 - Akiko Watanabe、Kylee / 作曲 - Koh-ichi Fujimoto / 編曲 - CHOKKAKU / 歌 - Kylee

エンディングテーマ
「CALLING」（第1話 - 第12話）
作詞 - Kohshi Asakawa / 作曲 - Takeshi Asakawa / 編曲・歌 - FLOW
「僕の手は君の為に」（第13話 - 第25話）
作詞 - Mass Alert / 作曲 - WolfJunk、Mass Alert / 編曲 - WolfJunk / 歌 - Mass Alert

挿入歌「虹のふもと」（第11話、第22話）
作詞 - 橋本竜樹 / 作詞 - やまだなな / 歌 - ACO

## 各話リスト
サブタイトルはカタカナと共に英語が併せて表記されている。
| 話数   | サブタイトル                | 脚本            | 絵コンテ            | 演出                | 作画監督          | 放送日        |
| ------ | --------------------------- | --------------- | ------------------- | ------------------- | ----------------- | ------------- |
| 第1話  | ビギニング BEGINNING        | 大和屋暁        | 三條なみみ          | 森邦宏              | 川元利浩          | 2010年 4月1日 |
| 第2話  | エンカウンター ENCOUNTER    | 大和屋暁        | ねこまたや          | タムラコータロー    | 亀井治            | 4月8日        |
| 第3話  | インヴェイジョン INVASION   | 大和屋暁        | 三條なみみ          | 中村里美            | 大浪太            | 4月15日       |
| 第4話  | タマ TAMA                   | 大和屋暁        | 安藤真裕            | 関野昌弘            | 三輪和宏          | 4月22日       |
| 第5話  | アサシンズ ASSASSINS        | 大和屋暁        | 石平信司            | 迫井政行            | 織田広之          | 4月29日       |
| 第6話  | バックラッシュ BACKLASH     | 大和屋暁        | 三條なみみ          | 千葉大輔            | 堀川耕一          | 5月6日        |
| 第7話  | レジスタンス RESISTANCE     | 大和屋暁        | 森邦宏              | 森邦宏              | 山本尚志          | 5月13日       |
| 第8話  | コンバット COMBAT           | 大和屋暁        | ねこまたや          | 迫井政行            | 富岡隆司          | 5月20日       |
| 第9話  | アライブ ALIVE              | 大和屋暁        | 三條なみみ          | タムラコータロー    | 川元利浩          | 5月27日       |
| 第10話 | アプローチ APPROACH         | 大和屋暁        | 石平信司            | 井之頭五郎 白石道太 | 西山忍            | 6月3日        |
| 第11話 | メナス MENACE               | 大和屋暁        | タムラコータロー    | 森義博              | 実原登            | 6月10日       |
| 第12話 | ストーカーズ STALKERS       | 大和屋暁        | 森邦宏              | 森邦宏              | 織田広之          | 6月17日       |
| 第13話 | ゲッタウェイ GETAWAY        | 大和屋暁        | 亀井治              | 安川勝              | 亀井治            | 6月24日       |
| 第14話 | ビリーガー BELEAGUER        | 大和屋暁        | 坂田純一            | 渕上真              | 垪和等            | 7月1日        |
| 第15話 | リヴォルト REVOLT           | 大和屋暁        | 石平信司            | 末田宜史            | 堀川耕一          | 7月8日        |
| 第16話 | デシジョン DECISION         | 大和屋暁        | タムラコータロー    | タムラコータロー    | 三輪和宏          | 7月15日       |
| 第17話 | レガシー LEGACY             | 大和屋暁        | 末田宜史 三條なみみ | 渕上真              | 垪和等            | 7月22日       |
| 第18話 | セパレーション SEPARATION   | 大和屋暁        | 安川勝 三條なみみ   | 末田宜史            | 山本尚志          | 7月29日       |
| 第19話 | サバイバル SURVIVAL         | 大和屋暁        | 森邦宏              | 中村圭三            | 富岡隆司          | 8月5日        |
| 第20話 | ミッシング MISSING          | 清水恵          | タムラコータロー    | 渕上真              | 垪和等            | 8月12日       |
| 第21話 | エモーション EMOTION        | 清水恵          | 亀井治              | 亀井治              | 亀井治            | 8月19日       |
| 第22話 | メモリーズ MEMORIES         | 清水恵          | 三條なみみ          | 大西景介            | 織田広之 川上暢彦 | 8月26日       |
| 第23話 | ソルティ SORTIE             | 大和屋暁        | 石平信司            | 千葉大輔            | 松田剛吏          | 9月2日        |
| 第24話 | リザレクション RESURRECTION | 大和屋暁        | 三條なみみ          | 末田宜史            | 堀川耕一          | 9月9日        |
| 第25話 | クライシス CRISIS           | 清水恵 大和屋暁 | 京田知己 三條なみみ | 和田純一            | 三輪和宏          | 9月16日       |
| 第26話 | フェイス FAITH              | 大和屋暁        | タムラコータロー    | タムラコータロー    | 富岡隆司          | 9月23日       |

## 放送局
| 地域           | 放送局             | 放送期間                    | 放送日時           | 放送系列           | 備考                       |
| -------------- | ------------------ | --------------------------- | ------------------ | ------------------ | -------------------------- |
| 関東広域圏     | テレビ東京         | 2010年4月1日 - 9月23日      | 木曜 18:00 - 18:30 | テレビ東京系列     | 同時ネット                 |
| 北海道         | テレビ北海道       | 2010年4月1日 - 9月23日      | 木曜 18:00 - 18:30 | テレビ東京系列     | 同時ネット                 |
| 愛知県         | テレビ愛知         | 2010年4月1日 - 9月23日      | 木曜 18:00 - 18:30 | テレビ東京系列     | 同時ネット                 |
| 大阪府         | テレビ大阪         | 2010年4月1日 - 9月23日      | 木曜 18:00 - 18:30 | テレビ東京系列     | 同時ネット                 |
| 岡山県・香川県 | テレビせとうち     | 2010年4月1日 - 9月23日      | 木曜 18:00 - 18:30 | テレビ東京系列     | 同時ネット                 |
| 福岡県         | TVQ九州放送        | 2010年4月1日 - 9月23日      | 木曜 18:00 - 18:30 | テレビ東京系列     | 同時ネット                 |
| 日本全域       | バンダイチャンネル | 2010年4月2日 - 9月24日      | 金曜 12:00 更新    | インターネット配信 | 最新話1週間限定無料        |
| 日本全域       | ディズニーXD       | 2010年9月5日 - 2011年2月6日 | 日曜 7:00 - 8:00   | CSチャンネル       | リピート放送あり 165日遅れ |

## CD
- HEROMAN MUSIC COLLECTION（2010年10月27日発売 レーベル: アニプレックス） - 主題歌や挿入歌、劇中BGMなどが収録されたコンピレーションアルバム。

## 漫画版
アニメの放送に先駆けて『月刊少年ガンガン』において2009年9月号より連載されていた。作画は太田多門が担当する。
- 1巻 2010年3月20日初版発行 ISBN 978-4-7575-2821-5
- 2巻 ISBN 978-4-7575-2901-4
- 3巻 ISBN 978-4-7575-3059-1
- 4巻 ISBN 978-4-7575-3197-0
- 5巻 ISBN 978-4-7575-3436-0

## ゲーム
スーパーロボット大戦UX
バンダイナムコゲームス（バンプレストレーベル）から、2013年3月14日に発売されたニンテンドー3DS専用ソフト。
参戦作品の一作として登場。本作の直接的なゲーム化ではないが、本作に登場するキャラクターおよびいくつかのストーリーエッセンスが使用されており、ニックの最期やミナミの脱獄などに漫画版の描写も一部取り入れられている。
ジョーイ役の小松未可子が本作品のテレビCM（第1弾）と、ラジオCMのナレーションを担当している。